# Bootania moorea
Bootania moorea är en stekelart som beskrevs av Desjardins och Grissell 2002. Bootania moorea ingår i släktet Bootania och familjen gallglanssteklar. Inga underarter finns listade.